# Mazuca concinnula
Mazuca concinnula är en fjärilsart som beskrevs av Paul Mabille 1878. Mazuca concinnula ingår i släktet Mazuca och familjen nattflyn. Inga underarter finns listade i Catalogue of Life.